# Courage C34
Chronologie des modèles
Courage C32LM Courage C36
La Courage C34 est une voiture de course construite par Courage Compétition pour prendre la suite de la C32LM aux 24 Heures du Mans. Un châssis a été assemblé et a concouru aux 24 Heures du Mans 1995.

## Résultats sportifs
| Course            | Date          | no | Écurie              | Pilotes                               | Châssis                            | Classement |
| Course            | Date          | no | Écurie              | Pilotes                               | Moteur                             | Classement |
| ----------------- | ------------- | -- | ------------------- | ------------------------------------- | ---------------------------------- | ---------- |
| 24 Heures du Mans | 15 au 16 juin | 3  | Courage Compétition | Bob Wollek Eric Hélary Mario Andretti | C34-011                            | 2e         |
| 24 Heures du Mans | 15 au 16 juin | 3  | Courage Compétition | Bob Wollek Eric Hélary Mario Andretti | Porsche Type-935 3.0L Turbo Flat-6 | 2e         |